# Robert Volkmann

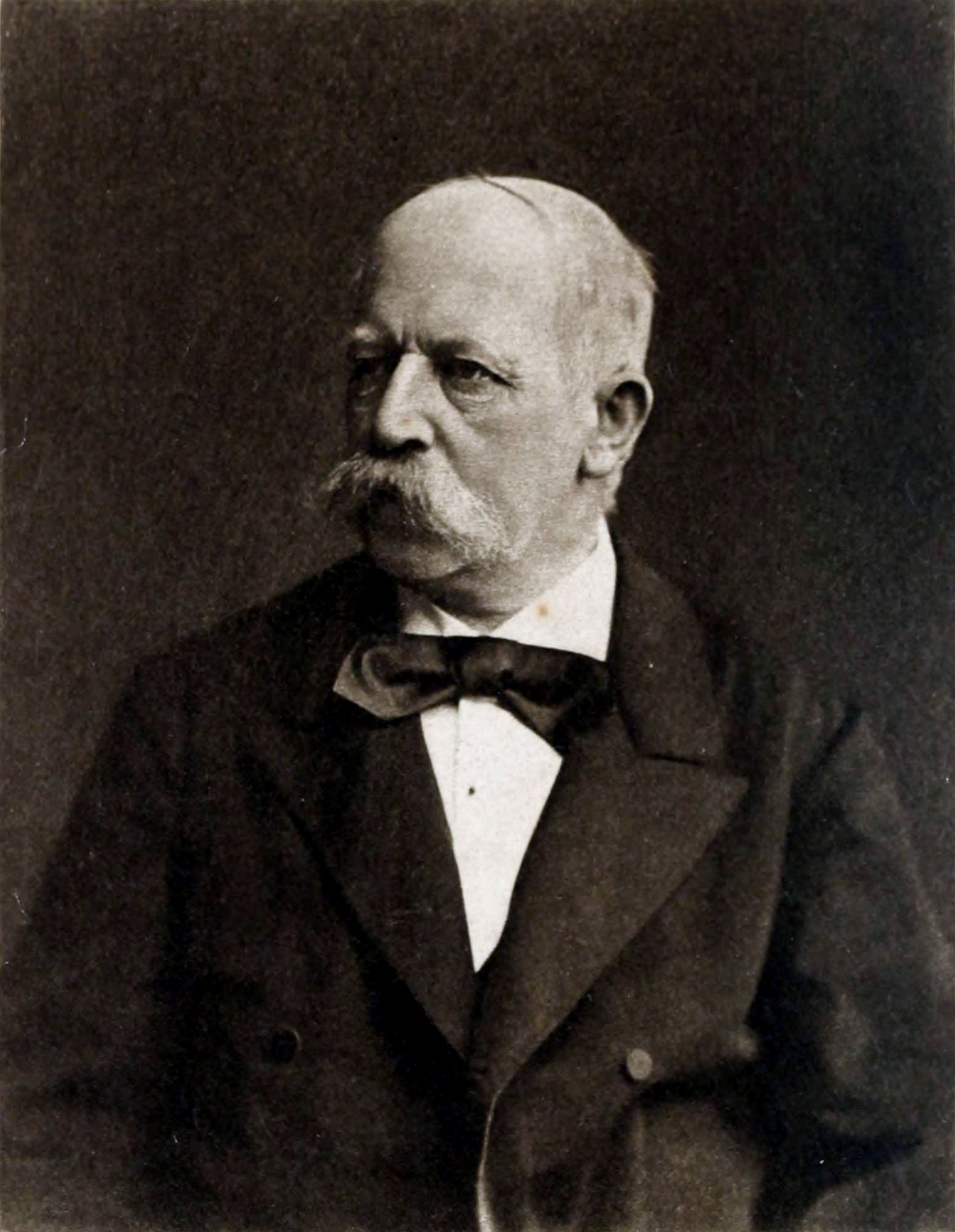
Robert Volkmann

Friedrich Robert Volkmann (* 6. April 1815 in Lommatzsch bei Meißen; † 30. Oktober 1883 in Budapest) war ein deutscher Komponist.

## Leben
Volkmann, der Sohn eines Kantors, war schon seit seiner Kindheit mit Musik vertraut und erhielt Gesang-, Klavier-, Orgel-, Violin- und Violoncellounterricht. Nach kurzem Besuch des Gymnasiums in Freiberg (1832/33) absolvierte er von 1833 bis 1835 das Lehrerseminar. Gleichzeitig erhielt er weiteren Musikunterricht.
1836 zog Volkmann nach Leipzig, um sich u. a. in Privatstunden beim dortigen Kantor der Nikolaikirche Carl Ferdinand Becker weiterzubilden. Nach Abschluss des Unterrichtes erhielt Volkmann eine Stelle als Lehrer „für höheren Gesang“ an der Prager Musikschule von Karl Joseph Kinderfreund, die am 1. Oktober 1839 eröffnet wurde.

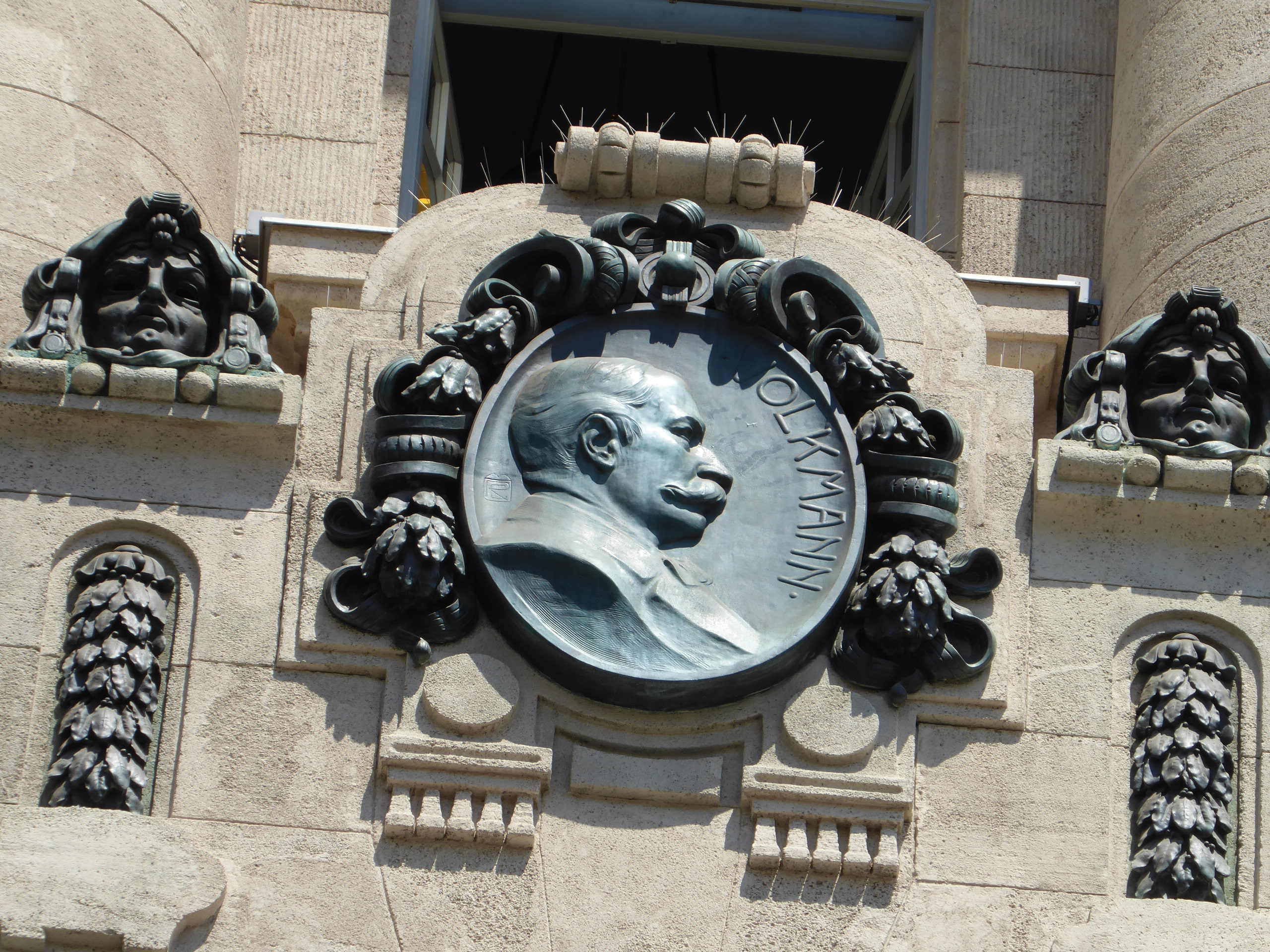
Volkmann-Relief an der Franz-Liszt-Musikakademie in Budapest

1841 erfolgte der Umzug nach Budapest, wo er bis 1844 als Privatlehrer und Korrespondent der Allgemeinen Wiener Musikzeitung wirkte. Nach einer kurzen Periode freien Schaffens sah er sich gezwungen, 1848 erneut eine Stelle zu suchen, und wurde Chordirektor und Organist am israelischen Reformtempel. Anfang der 1850er Jahre hatte er erste Erfolge als Komponist, vor allem mit seinem Klaviertrio Nr. 2 b-Moll op. 5. Ab 1854 lebte Volkmann in Wien, ohne jedoch den erhofften (finanziellen) Erfolg zu erzielen. Deshalb kehrte er 1858 wieder zurück nach Budapest, wo er den Rest seines Lebens verbrachte. In den 1860er Jahren erfreute er sich wachsender internationaler Anerkennung und schuf viele seiner bedeutendsten Werke. Ab etwa 1870 komponierte er kaum noch. 1875 wurde Volkmann schließlich Professor für Komposition an der Landesakademie in Budapest, eine Stelle, die er bis zu seinem Tod innehatte.

## Stil
Volkmann lässt sich stilistisch zwischen Robert Schumann und Johannes Brahms, mit dem er persönlich befreundet war, einordnen. Ausgangspunkt für sein Schaffen sind die Komponisten Wolfgang Amadeus Mozart, Joseph Haydn und Ludwig van Beethoven. Teilweise lassen sich auch „ungarische“ Elemente und einzelne Einflüsse der neudeutschen Schule erkennen. Allerdings muss Volkmann insgesamt eher als konservativ angesehen werden. Aufgrund der vielen unterschiedlichen Einflüsse kann er aber keiner bestimmten Strömung zugerechnet werden.
Volkmann favorisierte kleinere Formen, wie Klavierstücke und Lieder, komponierte jedoch auch einige großformatige Werke. Während seine kleineren Werke teilweise Gefahr laufen, biedermeierlich zu wirken, weisen einige seiner größeren manchmal eine gewisse Unfähigkeit zur Konzentration auf einen einzigen Gedanken auf. Andere jedoch machen diesen Mangel durch sehr geschlossene, konsequent durchgearbeitete Strukturen wieder wett. Von seinen sechs Streichquartetten sind die letzten drei hochbedeutend, während die ersten drei lediglich solide Kammermusik, besonders für den Hausgebrauch geeignet, darstellen. Auch steht sein zweites Klaviertrio (op. 5), das von seinen Freunden Johannes Brahms und Franz Liszt als Meisterwerk gelobt wurde und die klassische Form zugunsten einer zyklischen Geschlossenheit aufgibt, deutlich über dem ersten (op. 3); und ähnlich verhält es sich mit den beiden Sinfonien, deren erste als „die bedeutendste zwischen Schumann und Brahms“ (Die Musik in Geschichte und Gegenwart, 1966) bezeichnet wird.
Insgesamt findet sich in Volkmanns Schaffen Grandioses, das den Vergleich zu den „Großen“ seiner Zeit nicht zu scheuen braucht, neben eher wenig Bedeutendem. Allerdings stehen seine besten Werke weit über dem Durchschnitt seiner Zeit und weisen eine sehr persönliche Handschrift auf.

## Werke
Die bekanntesten und bedeutendsten Werke Volkmanns sind das Violoncellokonzert, die beiden Symphonien und die Ouvertüre „Richard III.“.
- Orchesterwerke
  - Sinfonie Nr. 1 d-Moll op. 44 (1862/63)
  - Sinfonie Nr. 2 B-Dur op. 53 (1864/65)
  - Serenade Nr. 1 C-Dur op. 62 für Streicher (1869)
  - Serenade Nr. 2 F-Dur op. 63 für Streicher (1869)
  - Serenade Nr. 3 d-Moll op. 69 für Violoncello und Streicher (1870)
  - Ouvertüre C-Dur op. posth. (1863)
  - Ouvertüre „Richard III.“ op. 68 (1870)
  - Violoncellokonzert a-Moll op. 33 (1853–55)
  - Konzertstück C-Dur op. 42 für Klavier und Orchester (1861)
- Vokalmusik
  - „Weihnachtslied aus dem 12. Jahrhundert“, Motette für Soli und Chor op. 59 (1867)
  - Lieder
- Kammermusik
  - Klaviertrio Nr. 1 F-Dur op. 3 (1842/43)
  - Klaviertrio Nr. 2 b-Moll op. 5 (1850)
  - Streichquartett Nr. 1 a-Moll op. 9 (1847/48)
  - Streichquartett Nr. 2 g-Moll op. 14 (1846)
  - Streichquartett Nr. 3 G-Dur op. 34 (1856/57)
  - Streichquartett Nr. 4 e-Moll op. 35 (1857)
  - Streichquartett Nr. 5 f-Moll op. 37 (1858)
  - Streichquartett Nr. 6 Es-Dur op. 43 (1861)
- Klavier solo
  - Sonate c-Moll op. 12
  - 6 Fantasiebilder op. 1
  - Buch der Lieder op. 17
  - Deutsche Tanzweisen op. 18
  - Kavatine und Barkarole op. 19
  - Ungarische Lieder op. 20
  - "Visegrád", 12 Tondichtungen op. 21
  - Fantasie op. 25a
  - Variationen über ein Thema von Händel op. 26 (über the harmonious blacksmith aus Händels 5. Klaviersuite)
  - Lieder der Großmutter op. 27
- Klavier 4-händig
  - Sonatine G-Dur op. 57 (1868)
  - Musikalisches Bilderbuch op. 11 (1852/53)
  - 7 ungarische Skizzen op. 24 (1861)
  - Die Tageszeiten op. 39 (1859)
  - 3 Märsche op. 40 (1859)

## Nachlass
Der Nachlass von Robert Volkmann wird in der Musikabteilung der SLUB Dresden aufbewahrt (Signatur: Mus.5912ff.). Er enthält Kompositionsautographe und Abschriften im Umfang von ca. 180 Katalognummern.